# エンリケ・グラナドス
エンリケ・グラナドス・イ・カンピーニャ （グラナードスとも、スペイン語: Pantaleón Enrique Joaquín Granados y Campiña, カタルーニャ語: Pantalion Enric Joaquim Granados i Campiña エンリク・グラナドス・イ・カンピーニャ、1867年7月27日 – 1916年3月24日）は、スペイン近代音楽の作曲家、ピアニスト。7歳年長のイサーク・アルベニス（1860年 – 1909年）とともに、スペイン国民楽派の旗手として並び立つ存在である。
日本では「グラナドス」または「エンリケ・グラナドス」の通称が一般的である。

## 生涯

### 前半生

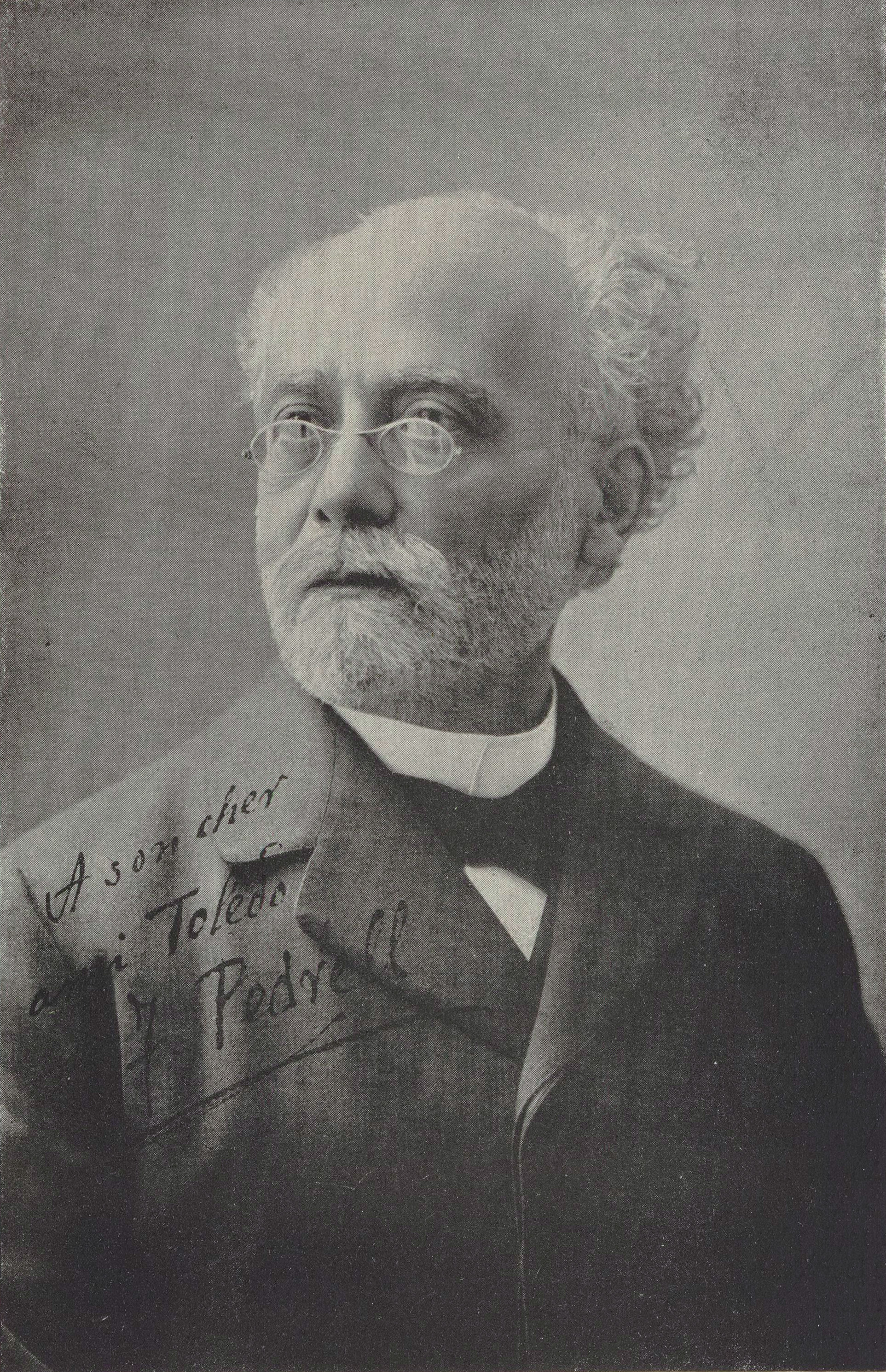
フェリペ・ペドレル（1841年 - 1922年）

グラナドスは1867年7月27日、カタルーニャ地方のリェイダ（カスティーリャ語表記ではレリダ）に生まれた。
父親 Calixto Granados y Armenteros はキューバ出身の軍人、母親 Enriqueta Campiña de Herrera は北スペインのサンタンデールの出身だった。
音楽好きな家庭で幼いころから楽才を現わしたグラナドスは、はじめ土地の軍楽隊指揮者から楽典一般を教わった。
一家がバルセロナに引っ越すと、当地でホアン・バウティスタ・プホール（en:Joan Baptista Pujol, 1835年 – 1898年）にピアノを師事した。
同じクラスには、後にグラナドスとたびたびデュオ・コンサートを催すことになるホアキン・マラッツ（ca:Joaquim Malats i Miarons, 1872年 - 1912年）がいた。
グラナドスは16歳でリセウ高等音楽院（バルセロナ音楽院）のコンクールで首席を得た後、フェリペ・ペドレル（1841年 - 1922年）に師事する。
ペドレルからは作曲を学び、とりわけ民族主義的な精神面で大きな影響を受けた。
1887年、グラナドスはパリ音楽院で学ぶためにパリに出るが、折悪しくチフスにかかったために入学できなかった。しかし同音楽院の教授シャルル＝ウィルフリッド・ド・ベリオ（en:Charles-Wilfrid de Bériot, 1833年 - 1914年）から2年間個人レッスンを受けることができた。

### デビュー以降

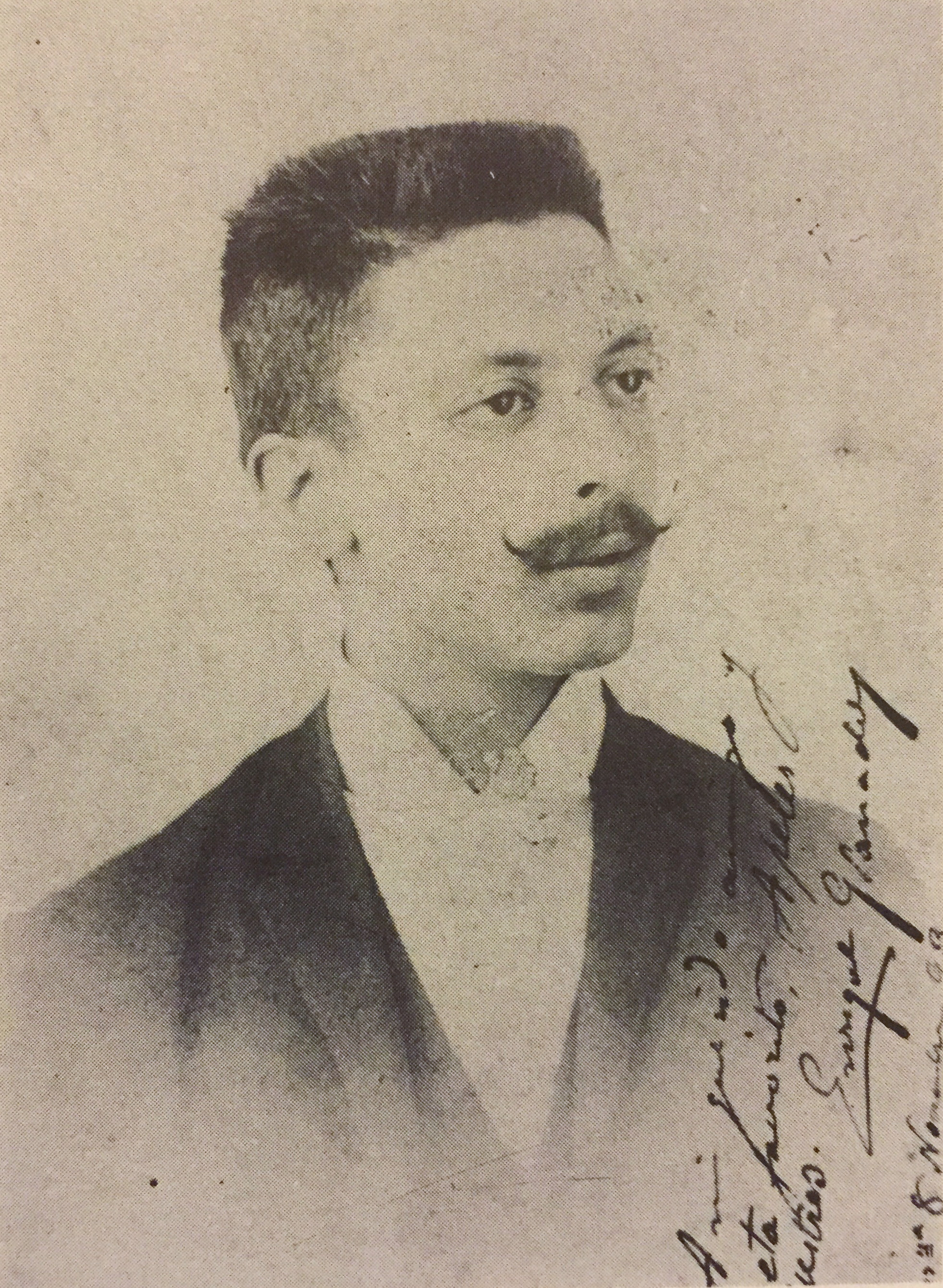
『スペイン舞曲集』を作曲していたころのグラナドス（1893年）

グラナドスは1889年にバルセロナに戻ると、グリーグのピアノ協奏曲でピアニストとしてデビューした。
その後演奏活動とともに作曲にも注力し、1892年、25歳で全12曲の『スペイン舞曲集』に着手（1900年完成）、この曲集はグラナドスの出世作となり、広く注目を集めた。また、同1892年にアンパロ・ガルと恋愛の末結婚している。
1898年、31歳でオペラ『マリア・デル・カルメン』をマドリードで上演、成功を納める。
1904年にはマドリード音楽院が主催した音楽コンクールに『協奏的アレグロ』で応募して優勝した。ちなみにこのときマヌエル・デ・ファリャも同名曲で応募し、審査員賞を受賞している。

### ピアノ演奏

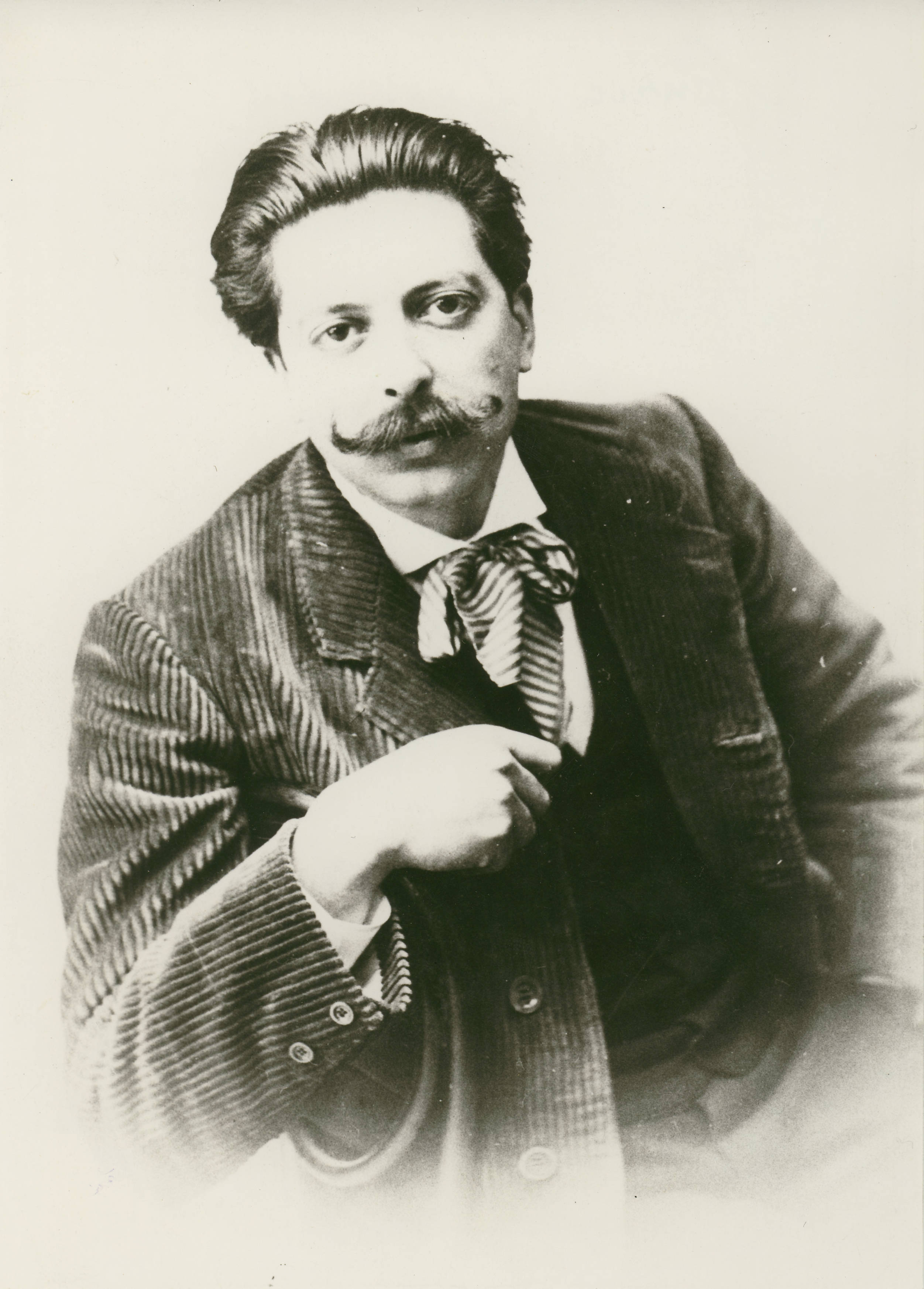
33歳ごろのグラナドス（1900年）

グラナドスはピアニストとして、ウジェーヌ・イザイ（1858年 - 1931年）、マチュー・クリックボーム（en:Mathieu Crickboom, 1871年 - 1947年）、ジャック・ティボー（1880年 - 1953年）らのヴァイオリニスト、カミーユ・サン＝サーンス（1832年 - 1921年）、エドゥアール・リスラー（1873年 - 1929年）らのピアニストたちと共演した。
とくに、1909年からはクリックボーム四重奏団（Vn. マチュー・クリックボーム、ホセ・ロカブルーナes:José Rocabruna、Va. ラファエル・ガルベス、Vc. パブロ・カザルス）とともに、スペイン各地を演奏して回っている。
1914年にはサル・プレイエルで自作演奏会を催して絶賛を浴び、仏西文化交流に貢献したとしてレジオンドヌール勲章を受章した。

### 教育活動
ピアノ演奏と作曲に加えて、グラナドスはリセウ高等音楽院（バルセロナ音楽院）での教育活動を並行してこなした。
1901年には「アカデミア・グラナドス」を設立し、フランク・マーシャル（en:Frank Marshall (pianist), 1883年 - 1959年）らのピアニストや作曲家を育てた。
マーシャルはグラナドスの死後にアカデミアを引き継ぎ、その門下からはアリシア・デ・ラローチャ（1923年 - 2009年）やローサ・サバテア（es:Rosa Sabater, 1929年 - 1983年）らの名手が輩出した。

### 渡米と死

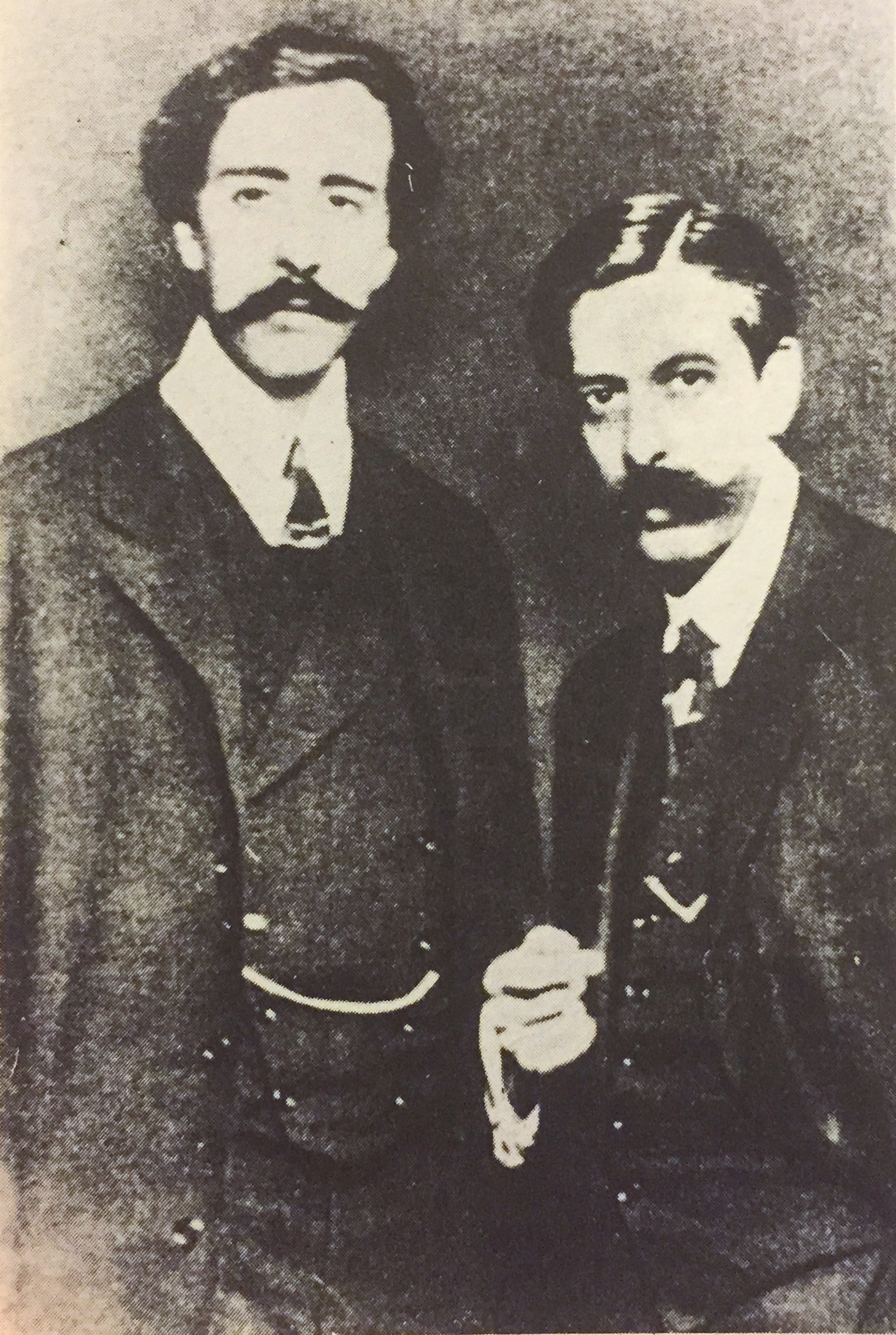
渡米中のグラナドス（右）とアーネスト・シェリング（1916年）

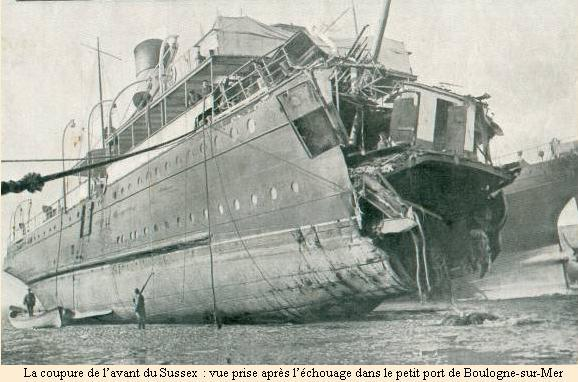
Uボートの魚雷攻撃により船体前部を破壊された「サセックス（:en:SS Sussex）」号（1916年）

グラナドスは1911年に作曲したピアノ組曲『ゴイェスカス』を2幕もののオペラに改作し、パリで初演しようとした。しかし、第一次世界大戦の勃発によって断念する。そこへ、アメリカのメトロポリタン歌劇場からニューヨークでオペラ『ゴイェスカス』を初演したいとの申し出があり、夫妻での列席を求められた。船旅が嫌いなグラナドスはためらった末にこれを受け、1916年1月、ニューヨークでの初演は大成功となった。
ウィルソン大統領の招きによりホワイトハウスで演奏会を開くことになったグラナドスは、予定していたスペインへの直行便をキャンセルしてアメリカ滞在を延長したが、これが結果的に運命を分けた。
3月に入ってグラナドス夫妻は帰路につき、彼らが乗船したサセックスは、ロンドン経由で英仏海峡を渡航中、3月24日にドイツ潜水艦による魚雷攻撃を受け、夫妻はその犠牲となった。
このとき、グラナドスはいったん救命ボートに救い上げられようとしたが、波間に沈もうとする妻アンパロの姿を見て再び海中に身を投じ、二人はもつれ合うように暗い波間に消えたという。48歳と8ヶ月だった。

## 音楽

### 作風
グラナドスの音楽は、ロマン主義と民族主義の二つの側面を持っている。
生来非常なロマンティストであったグラナドスは、シューマン、ショパン、グリーグらロマン主義の音楽に強い影響を受けている。
また、印象派的な傾向ではドビュッシーからの影響も見られる。
その一方でグラナドスの作品は、雰囲気と旋律の技術的な点で本質的にスペイン的である。
その音楽がスペインのイメージを呼び覚ます点において、グラナドスはアルベニスに勝るとも劣らない繊細な色彩家である。
ただし、この両者の比較でいえば、情熱的なアルベニスがグラナダに代表される「回教的スペイン」だとすれば、グラナドスの洗練された書法はより北方のマドリード、それも18世紀の粋で風刺精神旺盛なスペインということができる。
アルベニスはグラナドスについて、次のように語っている。
このようなグラナドスの特徴は『スペイン舞曲集』など初期のピアノ作品からすでに見られ、ロマンティックな要素とスペイン的要素が微妙に織り交ぜられながら独特な香気を放っている。
円熟期に至ると、これがさらに開花し、歌曲集『トナディーリャス』（1912年）や代表作となった『ゴイェスカス』において、グラナドスはテーマ体系と民族的リズムの精神のみを用いながら、普遍的な響きを持つ表現に達している。

### 作品

#### ピアノ曲

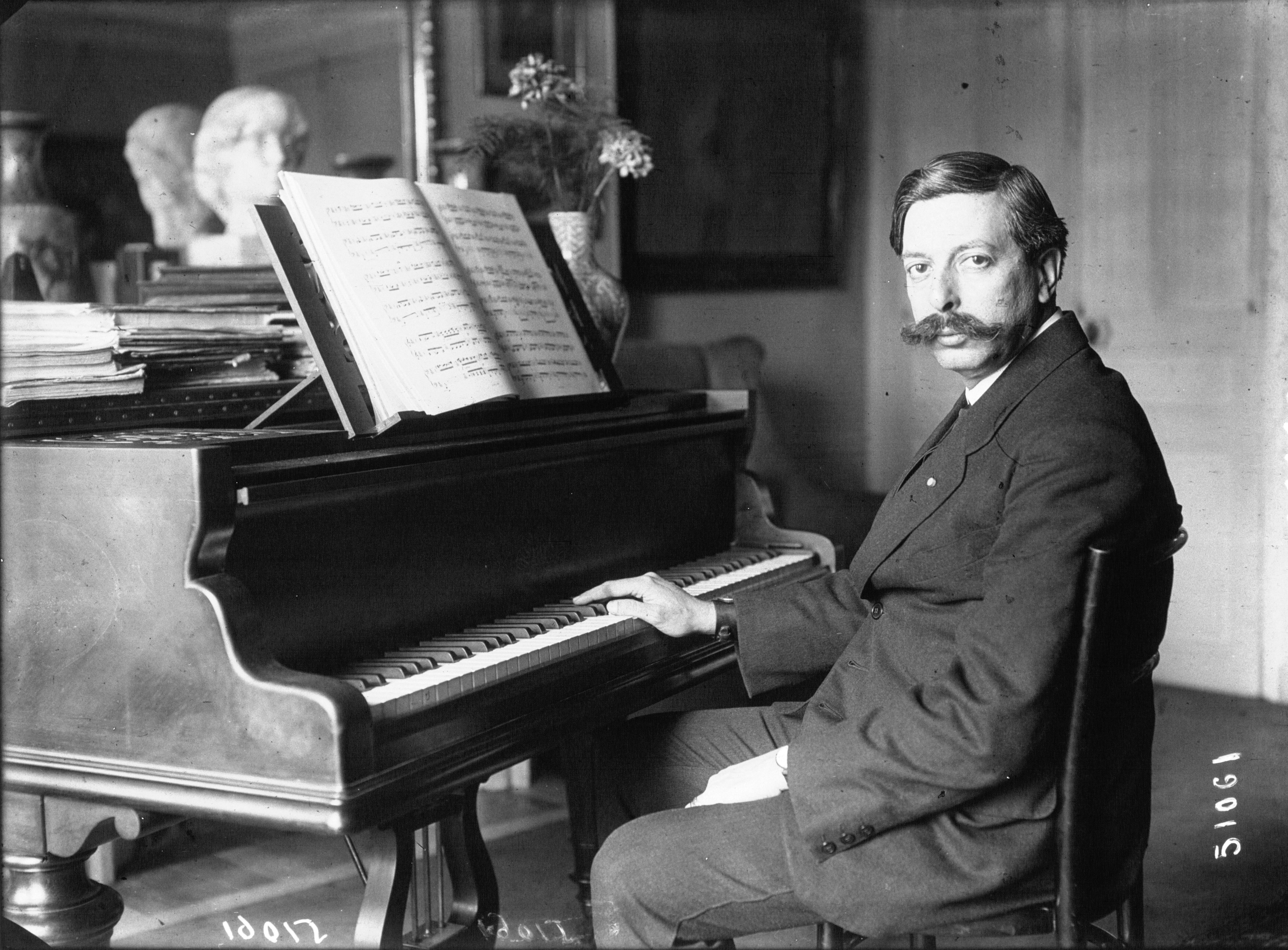
ピアノに向かうグラナドス（1914年）

グラナドスが本領としたピアノ音楽では、初期の出世作『スペイン舞曲集』と後期の代表作『ゴイェスカス』がまず挙げられる。
グラナドスの作風は民族色とロマンティシズムの色彩が相半ばしているが、『ゴイェスカス』以前の作品においてはこの二つの要素のどちらかが顕著に現れることが多い。例えば、『スペイン舞曲集』や『スペイン民謡による6つの小品』などは前者、『ロマンティックな情景』、『詩的なワルツ集』、『演奏会用アレグロ』などは後者に当たっている。
『スペイン舞曲集』では、作曲者が持って生まれたスペイン的な感性と独創性とが鮮やかに両立している。民謡や舞曲を直接取り入れてはいないにもかかわらず、ほとんどすべての主題、すべてのフレーズがスペインを実感させる。
特に第5曲「アンダルーサ」は演奏機会が多く、様々な編曲もされている。 
フランスの作曲家ジュール・マスネは、『スペイン舞曲集』の楽譜の写しをグラナドスから受け取った際、作曲者を「スペインのグリーグ」と呼んで称賛した。 
『ゴイェスカス』は、グラナドスの円熟期の最高傑作として名高い。
ここでは旋律線が複雑かつ高度に組み合わされ、深い陰影と美観に彩られている。スペインの民族色とグラナドス固有の夢の色が絶妙に溶け合い、尽きぬ嘆息にも似た哀愁と陶酔感は他に類を見ない。
なお、『詩的なワルツ集』や『ゆっくりした舞曲』は、グラナドス自身による演奏が自動ピアノへの録音として残されている。

#### 歌曲
グラナドスにとって歌曲はピアノ曲に次いで重要な分野となった。歌曲集『トナディーリャス』（全12曲、1912年）、『愛の歌曲集』（全7曲、1914年）の二つの連作は、ファリャと並んでスペイン歌曲の最高峰とされる。

#### 舞台音楽
ピアノ組曲からの編曲である『ゴイェスカス』のほか、中期の佳作『マリア・デル・カルメン』、カタルーニャ語の台本によるサルスエラ（抒情歌劇）があるが、これらは今日ほとんど顧みられておらず、再評価の機会が待たれる。

#### 管弦楽曲・室内楽曲
管弦楽曲としては交響詩『ダンテ』、室内楽曲にはピアノ三重奏曲やピアノ五重奏曲、友人ジャック・ティボーに献呈されたヴァイオリンソナタなどがあり、友人たちとの共演を好んだグラナドスの一面を偲ばせる。

## 人物

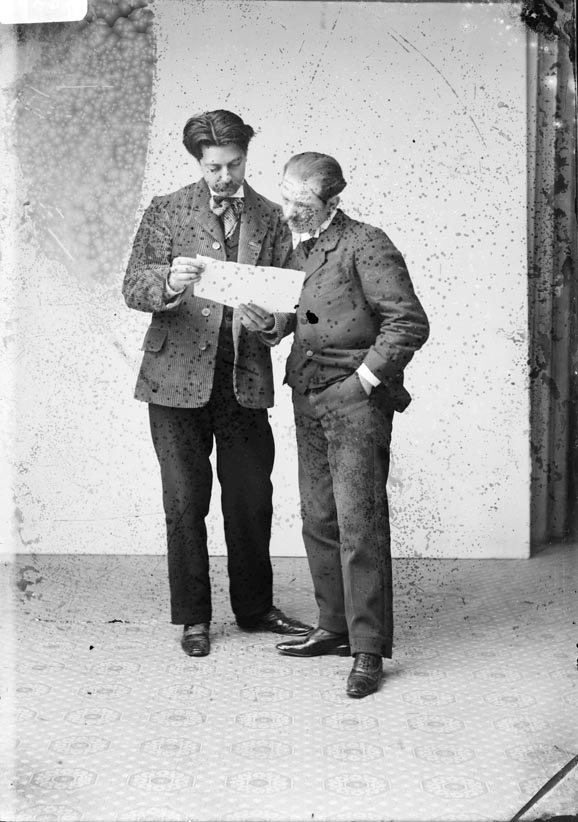
グラナドスとパブロ・カザルス

グラナドスの弟子の一人でアンドレス・セゴビア（1893年 - 1987年）と結婚したパキータ・マドリゲーラは、師の容貌について「アラビア人と天使のあいのこ」と表現している。グラナドスは大きな目を半ば閉じ加減にして夢見るような抑揚で話した。口数は少なかったが、友人や家族など打ち解けた場ではよく軽口を叩いて笑わせたという。
グラナドスは穏やかな性格だったが、船に乗ることが大嫌いだった。
演奏会のためにマジョルカ島に船で渡った際、グラナドスは船室に閉じこもって時計を睨んで過ごし、バルセロナに戻ったときにはもう二度と船には乗らないと友人たちに宣言したという。
グラナドスと妻アンパロとの間には男女3人ずつ6人の子供が生まれた。
このうち、長男エドゥアルド（1894年 - 1928年）は作曲に才能を示し、23作のサルスエラを作曲したが、33歳で夭折した。
グラナドス家の書生だったホセ・アルテートは、グラナドスが街でみすぼらしい人物から施しを乞われ、家族が向こう一週間食べていくための有り金をすべて渡してしまったというエピソードを紹介している。1956年に『グラナドス伝』を著わしたA・フェルナンデス＝シッドに対して、アルテートは自身が孤児だったところをグラナドスの家に迎えられ、家族同様に扱われた体験を老齢になってもなお感動にほおを染めて語ったという。
作曲時は、いったん霊感にとりつかれるとすべてを忘れて没頭した。外出してふと浮かんだ楽想を、着ていたシャツの左手の袖口に黒々と書き付けて帰宅したり、レッスン中に突然夢中になってピアノを弾き始め、生徒を驚かせたりした。グラナドスの高弟フランク・マーシャルによると、バルセロナで新作のピアノ曲を披露したとき、グラナドスの演奏が目の前の手書き譜と一致しなくなり、譜めくりを務めていたマーシャルは当惑して動きが取れなくなった。やがてグラナドスが書かれた音符に戻ってきたので、ようやくマーシャルはページをめくることができた。なにも知らない聴衆の盛んな拍手に送られて退場したグラナドスに、マーシャルが「いや、びっくりしました。」と告げたところ、グラナドスは「ほう、そうだったかね。」と他人事のように微笑したという。
友人のチェリスト、パブロ・カザルス（1876年 - 1973年）はグラナドスについて次のように述べている。

## グラナドス音楽堂

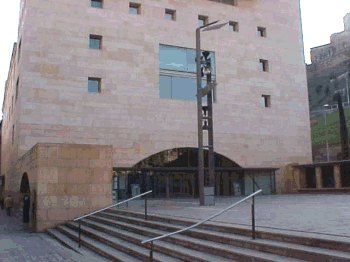
エンリケ・グラナドス音楽堂（リェイダ）

近年まで、生地リェイダの広場にささやかな記念プレートがあるほかには、グラナドスの名を冠した建造物はなかった。
しかし1995年に、リェイダに市立音楽ホール「エンリケ・グラナドス音楽堂（en:Auditori Enric Granados）」がオープンしている。

## ギャラリー

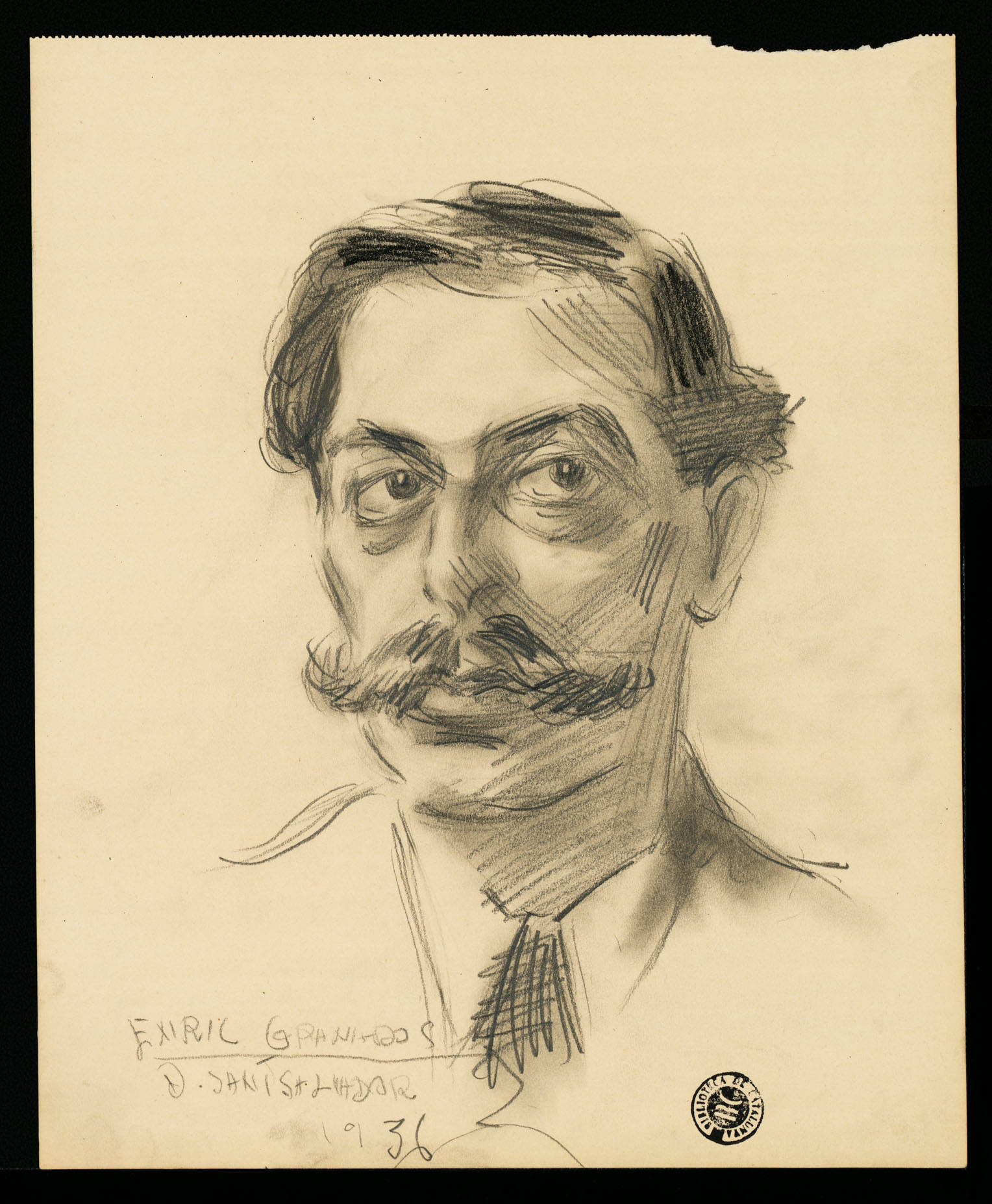
27歳の時点でのグラナドス（スケッチ）
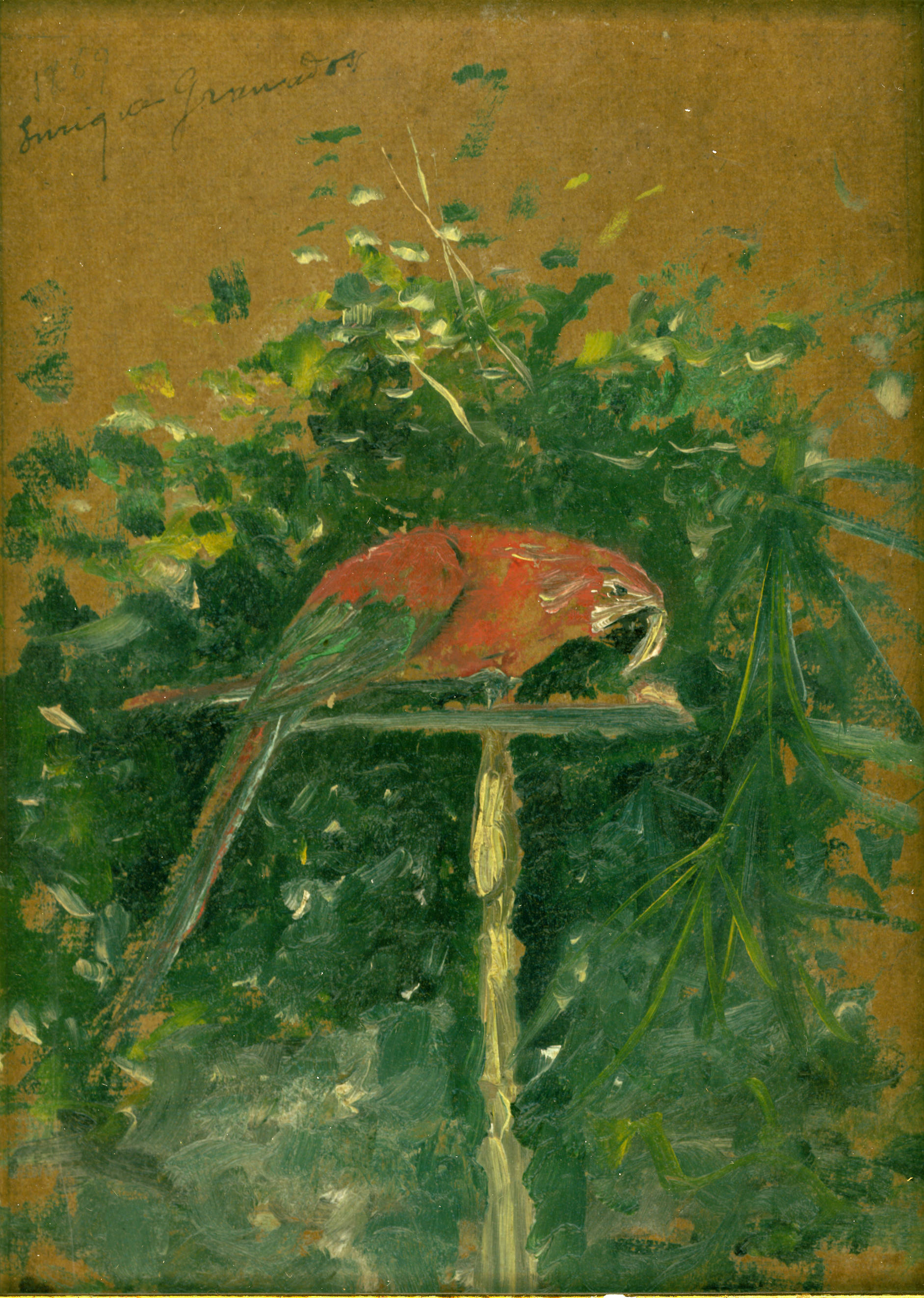
グラナドスの描いた鳥の絵
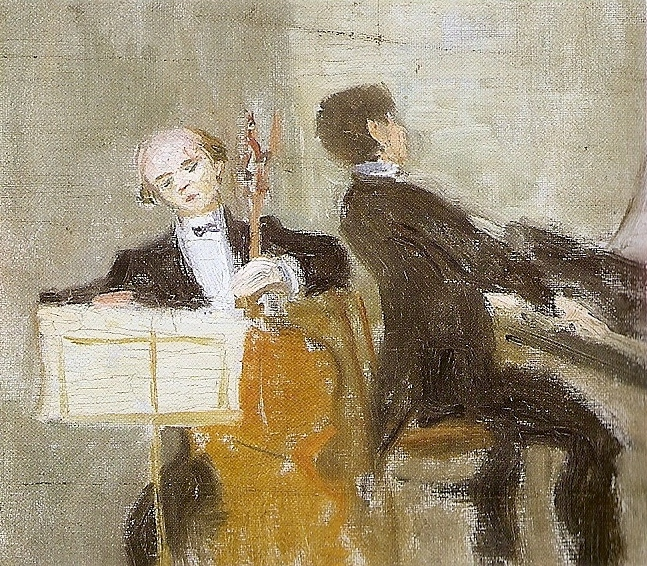
リュイサ・ヴィダル画、カザルスとグラナドス
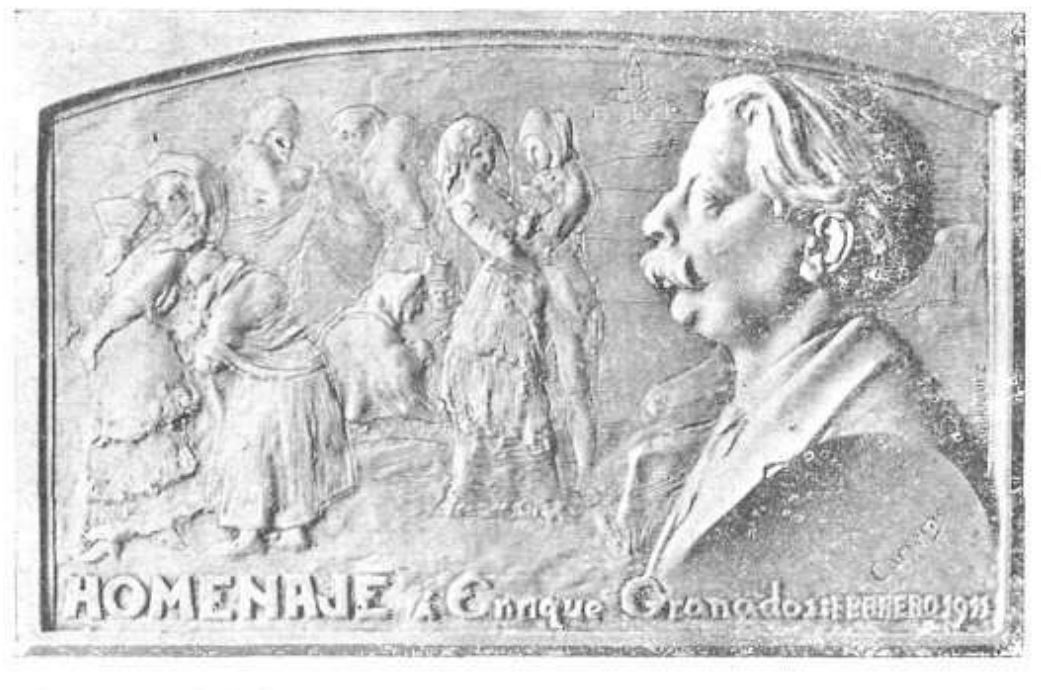
記念レリーフ
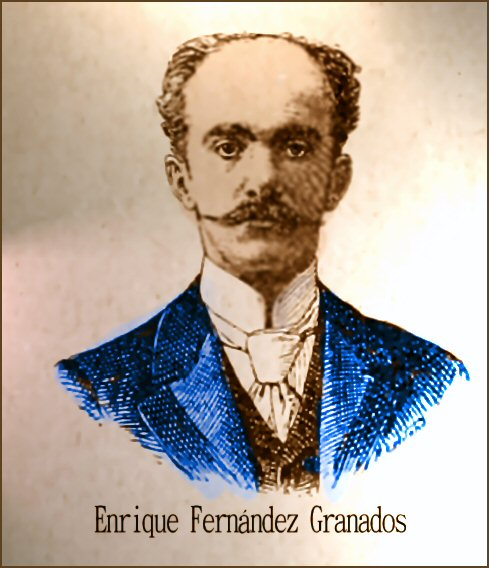
dalberto A. Esteva画